# GGPO
GGPO(영어: Good Game Peace Out)는 아케이드와 격투 게임의 가동을 위한 미들웨어이다. 이 프로그램은 격투 게임 커뮤니티 사이트 쇼류켄(Shoryuken)과 인기 있는 에볼루션 챔피언십 시리즈의 공동 설립자인 토니 캐넌(Tony Cannon)이 만들었다.

## GGPO를 사용한 게임
- 파이널 파이트 (비디오 게임)
- 스트리트 파이터 III: 서드 스트라이크
- 스컬걸즈
- 다크스토커즈 레저렉션
- 메탈슬러그 3
- 뎀스 파이팅 허드
- 길티 기어
- 멜티 블러드: 타입 루미나
- 더 킹 오브 파이터즈 XV
- 사무라이 쇼다운 (2019년 비디오 게임)

## 같이 보기
- 파이트케이드